# Concile de Lombers

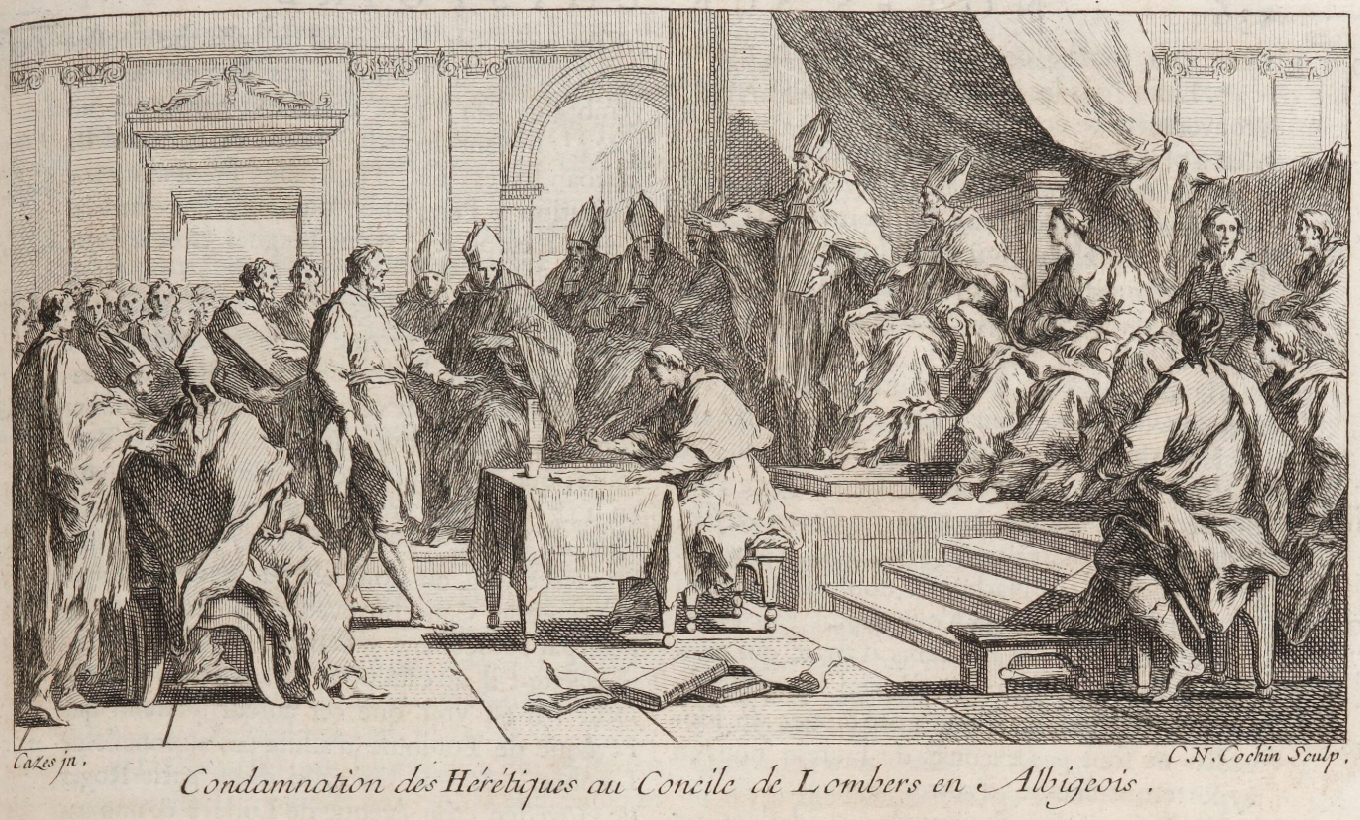
Le concile de Lombers par Charles-Nicolas Cochin dans l'histoire générale du Languedoc

L'assemblée de Lombers, connue à tort comme "concile", est une rencontre théologique entre des représentants de l'Église catholique et des chrétiens évangélistes qui se désignaient comme "bons hommes", lesquels furent déclarés hérétiques et condamnés comme tels à l'issue de l'événement. Elle eut lieu au bourg fortifié de Lombers en 1165.

## Contexte
Au cours du XIIe siècle, le catharisme se développe sur les terres du Languedoc. Il est perçu comme une réaction aux excès de la hiérarchie catholique et à l'anticléricalisme ambiant. Il est soutenu par la noblesse locale indisposée par le pouvoir croissant de l'Église catholique. 
Le mouvement est d'abord perçu comme une déviance de la Foi chrétienne, dont il importe de ramener les brebis égarées dans le giron catholique. Le concile de Lombers est organisé dans le but de discuter les termes d'une réconciliation.

## Déroulement du concile

### Protagonistes
Les envoyés du pape sont sous la tutelle de l'archevêque de Narbonne, Pons d'Arsac. Il s'agit des évêques de Nîmes, Aldebert d'Uzès, d'Albi, Guillaume IV de Pierre, de Lodève, Gaucelin de Raymond de Montpeyroux, et de Toulouse, Gérard de Labarthe et des abbés de Castres et de Saint-Pons. On trouve aussi l'abbé d'Ardorel, Pierre I.
Le vicomte Raimond Ier Trencavel et la comtesse de Toulouse Constance de France, épouse de Raymond V (VII) assistent aux débats en tant que seigneurs locaux majeurs, avec Sicard V vicomte de Lautrec, seigneur des lieux.
La contradiction côté cathare est apportée par un parfait nommé Olivier.

### Déroulement
Les prélats entendent les arguments du cathare. Ce dernier souhaite les convaincre que leur religion est chrétienne et qu'ils ne sont que des catholiques un peu différents, notamment plus austères. Mais les débats montrent que les cathares ont une grande connaissance de la Bible et ils dénoncent la hiérarchie cléricale comme ayant trahi le message du Christ et les compare aux Pharisiens de son époque
Les protagonistes arrivent à la conclusion que leurs points de vue sont irréconciliables.

## Conséquences
Il est probable que le nom d'Albigeois donné aux cathares soit dû à la tenue de ce concile en vicomté d'Albigeois, alors que paradoxalement, les habitants d'Albi adhèrent peu au catharisme.
Le résultat de la rencontre marque la sortie officielle des cathares de l'Église catholique romaine et la condamnation de leurs dogmes. Ils sont désormais considérés hérétiques et la répression va pouvoir se mettre en place avec la bénédiction des papes.
Il ne gêne nullement le développement du catharisme : en 1167, le Synode de Saint-Félix à Saint-Félix-Lauragais, six évêchés cathares sont créés, dont quatre en Occitanie : Albi, Toulouse, Carcassonne et Agen. 
Une mission menée par Henri de Marcy en 1178 est un échec : il est hué à Toulouse, la délégation richement équipée ayant donné une impression de provocation dans une population sinon cathare, du moins anticléricale. En 1181, Raymond V de Toulouse dénonce son voisin Roger II Trencavel comme soutien des hérétiques pour profiter de son désaveu. Le siège de Lavaur permet la capture de cathares qui renient publiquement leur foi. La croisade s'arrête là, laissant une impression d'impunité à la communauté cathare.
Une croisade pacifique de conversion menée par Dominique de Guzmán aboutit à quelques résultats mais sans renversement de tendance. Le futur saint Dominique fonde l'ordre des frères prêcheurs qui fournira de zélés serviteurs au bras armé de l'Église, l'Inquisition.
L'élection d'Innocent III à la papauté est un tournant, elle aboutit à la croisade des Albigeois.

## Sources

### Note
1. ↑  Selon la généalogie traditionnelle des comtes de Toulouse faite par les Bénédictins dans l’Histoire générale de Languedoc, il serait Raymond V, mais des études critiques ont établi que deux comtes du prénom de Raymond avaient été omis. Il serait donc Raymond VII  : voir Christian Settipani, La Noblesse du Midi Carolingien, Oxford, Linacre College, Unit for Prosopographical Research, coll. « Occasional Publications / 5 », 2004, 388 p. (ISBN 1-900934-04-3), p. 28-35.